# Stiff Little Fingers
Stiff Little Fingers é uma banda de punk rock britânica fundada em 1977 na Irlanda do Norte.
Após seis anos e quatro álbuns lançados, o grupo se desfez. Reuniram-se cinco anos mais tarde, em 1987. Apesar de várias mudanças na formação, ainda seguem ativos. Em 2014, lançou seu décimo álbum de estúdio e realizou uma turnê mundial. Jake Burns, o vocalista, é o único remanescente de todas as formações, em março de 2006, o baixista original Ali McMordie retornou à banda com a saída de Bruce Foxton após 15 anos.

## História

### O início
A vida em Belfast era dura e eles viviam fazendo covers de artistas famosos até surgir o movimento punk. Inspirado pela letra Stiff Little Fingers, da banda The Vibrators - "If it wasn't for your stiff little fingers/ nobody would know you were dead" - lado B do compacto "London Girls", nascia o Stiff Little Fingers abandonando o provisório e previsível nome The Fast.
A banda contava com Jake Burns (vocais e guitarra); Henry Cluney (guitarra); Gordon Blair (baixo) e Brian Faloon (bateria).
Em novembro de 1977 conheceram o jornalista Gordon Ogilvie, do Daily Express, que os incentivou a escrever canções próprias e que retratassem a vida de Belfast. Jake topou e em 12 dias veio com "Suspect Device" e "Wasted Life"
As duas canções mostravam a pena firme de Jake, que misturava temas políticos com angústias pessoais, com refrões inesquecíveis e uma pegada punk forte.
Gordon acabaria se tornando o empresário do grupo: "estava procurando publicidade até que um dia Gordon veio conversar comigo. Fomos tomar uma cerveja e perguntou se tínhamos empresário. Disse que não e perguntou se poderia nos ajudar. Aceitei."
Além de Gordon, Colin McClelland comprou a causa do grupo e arranjou um estúdio para que pudessem gravar as duas músicas. Resolveram editar 350 cópias pela gravadora de Ogilvie e começaram a distribuição, sem nenhum sucesso. A sorte mudou quando uma das fitas caiu na mão do DJ John Peel.
Apaixonado pelo que ouvia, Peel começou a tocar as músicas incessantemente chamando a atenção da gravadora Rough Trade, que os contratou.
capa do compacto Alternative Ulster enquanto isso, um fanzine de Belfast pediu que escrevessem uma canção especialmente para o flexi-disc que iriam lançar. O flexi acabou não saindo, mas "Alternative Ulster" (nome do mesmo zine) acabaria sendo o grande clássico do grupo e seria o primeiro compacto lançado pela Rough Trade em outubro de 1978.
O compacto acabou trazendo uma rivalidade de outra famosa banda norte-irlandesa, The Undertones, que acusou o Fingers de fazer sensacionalismo com os conflitos na Irlanda do Norte.
Durante o lançamento, o Fingers saiu em turnê abrindo os shows de Tom Robinson Band e em 1979 lançam o clássico LP Inflammable Material.

### Recentemente
O grupo resolveu agora com o ex-baixista do The Jam, Bruce Foxton. Em 1991 lançam Flag and Emblems.
Em 1994, lançam Get A Life, e ganham destaque ao serem citados como pais da nova geração punk que começa aparecer liderados por Rancid.